# Colombo
Colombo (singalski: IPA: [ˈkoləmbə]; tamilski: கொழும்பு) je najveći i službeni glavni grad Šri Lanke. Ima oko 600,000 stanovnika.
Ime Colombo potječe od singaleške imenice Kolom Tota, što znači morska luka. Colombo je bio središte kolonijalne uprave na otoku. Portugalci su ga naselili početkom 16. stoljeća, a nakon njih uslijedili su Nizozemci u 17. te Britanci u 19. stoljeću. Nizozemci su uništili portugalske utvrde i izgradili svoju vlastitu, koju su potom razorili Britanci u cilju širenja grada. Poslovno središte širilo se u tri etape; prvo Utvrda, zatim Pettah i na kraju New Bazaar. Porastom broja stanovnika ljudi su se počeli iseljavati u prigradske krajeve. Pristanište u Colombu postalo je glavna luka za europske brodove koji su plovili između Južne Afrike i Australije, a ishod toga bilo je značajno povećanje prometa u luci uopće. Colombo je i danas jedna od najvećih transportnih luka u Aziji.